# District de Balkhach
Le district de Balkhach (en kazakh : Балқаш ауданы) est une subdivision administrative située dans l'oblys d'Almaty, au Kazakhstan. Le chef-lieu est Bakanas.

## Géographie
Le district s'étend sur 34 700 km2 dans le sud-est du pays et doit son nom au lac Balkhach qui marque ses limites au nord et à l'ouest.

## Démographie
La population s'élevait à 30 402 habitants en 2013.